# Helmuth Croon
Helmuth Albrecht Croon (* 2. Januar 1906 in Krefeld; † 24. Februar 1994 ebenda) war ein deutscher Historiker und Archivar.

## Leben und Werk
Croon, der Sohn eines Fabrikanten, war aktiv in der Jugendbewegung. 1914 wurde er Mitglied im Köngener Bund. 1927 trat er in die Deutsche Freischar ein. Er war außerdem Mitglied der Akademischen Gilde/Akademischen Freischar Köngen Berlin.
Von 1924 bis 1928 studierte Croon Geschichte und Volkswirtschaft in Tübingen, Königsberg und Berlin. Er promovierte 1928 bei Fritz Hartung mit einer Arbeit über Stände und Steuern im Kreis Jülich-Berg im 17. und 18. Jahrhundert. Von 1929 bis 1932 war er Mitarbeiter der Historischen Kommission für die Provinz Brandenburg und Berlin, für die er kurmärkische Ständeakten bearbeitete. Als Schüler Hartungs betreute Croon ab 1930 die Abteilung zum 19. Jahrhundert und ab 1932 auch die neugebildete Abteilung „Neuere Verfassungsgeschichte“ für das von Hartung und Albert Brackmann herausgegebene Berichtsorgan Jahresberichte für deutsche Geschichte. 1933 veröffentlichte er eine kurze Deutsche Verfassungsgeschichte im 19. und 20. Jahrhundert in einem italienischen Sammelband. Dem Nationalsozialismus stand Croon „freundlich“ gegenüber. Er beantragte am 24. Juni 1937 die Aufnahme in die NSDAP und wurde rückwirkend zum 1. Mai desselben Jahres aufgenommen (Mitgliedsnummer 4.212.878).
Im August 1933 trat Croon als Sachbearbeiter in den Freiwilligen Arbeitsdienst, den späteren Reichsarbeitsdienst, ein. Er war bis Ende 1942 in Lingen (Ems) und Aachen tätig, zuletzt als Oberstfeldmeister für Sonderaufgaben bei der Arbeitsgauleitung Köln-Aachen. Im Januar 1943 übernahm er die Leitung des Archivs des Reichsarbeitsdienstes und wurde 1944 zum Arbeitsführer ernannt.
Nach Kriegsende wurde Croon 1945/46 interniert und anschließend Hilfsarbeiter in Krefeld. Von 1950 bis 1955 arbeitete er als wissenschaftlicher Mitarbeiter an der Sozialforschungsstelle Dortmund. 1956 wurde er Referent im Bundesarchiv zu Koblenz. Noch im selben Jahr übernahm er die Leitung des Stadtarchivs Bochum, bei dem er bis zu seiner Pensionierung 1971 tätig blieb. Am 9. Mai 1963 wurde Croon ein ordentliches Mitglied der Historischen Kommission für Westfalen. 1965 erhielt er einen Lehrauftrag für Verwaltungsgeschichte und Archivkunde an der Ruhr-Universität Bochum und 1971 einen Lehrauftrag für Sozialgeschichte an der TH Aachen. 1971 wurde er auch zum Honorarprofessor an der Ruhr-Universität ernannt.
Mit seinen Studien zur Zusammensetzung der Gemeindeverwaltungen der Städte im Rheinland, im Ruhrgebiet und in Westfalen prägte Croon maßgeblich die sozialgeschichtliche Forschung in diesem Bereich. Seit den 1960ern kündigte er außerdem eine Monographie über den Reichsarbeitsdienst an, ohne diese je vorzulegen.

## Schriften
- Stände und Steuern in Jülich-Berg im 7. und vornehmlich im 18. Jahrhundert. Ludwig Rohrscheid, Bonn 1929.
- Brandenburgische Ständeakten. Gsellius, Berlin 1938.
- Die kurmarkischen Landstände 1571–1616. Kommissionsverlag von Gsellius, Berlin 1938.
- Sozialgeschichtsforschung und Archive. Referat. In: Archivar. Zeitschrift für Archivwesen. 7 (1954), S. 243–254.
- Die Einwirkung der Industrialisierung auf die gesellschaftliche Schichtung der Bevölkerung im rheinisch-westfälischen Industriegebiet. Bonn 1955.
- Die Stadtvertretungen in Krefeld und Bochum im 19. Jahrhundert. Ein Beitrag zur Geschichte der Selbstverwaltung der rheinischen und westfälischen Städte. In: Richard Dietrich, Gerhard Oestreich (Hrsg.): Forschungen zu Staat und Verfassung. Festgabe für Fritz Hartung. Berlin 1958, S. 289–306.
- Rheinische Städte und ihre Bürger im 19. Jahrhundert. Vortrag zum Empfang der Stadt Remscheid anlässlich der 150 Jahrfeier ihrer Stadtwerdung. Amt f. Wirtschafts- u. Verkehrsförderung, Remscheid 1958.
- gemeinsam mit Kurt Utermann: Zeche und Gemeinde. Untersuchungen über den Strukturwandel einer Zechengemeinde im nördlichen Ruhrgebiet. Mohr (Paul Siebeck), Tübingen 1958.
- Beiträge zur Soziologie der Gemeinden. Westdt. Verl, Köln 1960.
- Der Strukturwandel des Ruhrgebietes und seine Auswirkungen auf die Archive. Hauptreferat des 38. Deutschen Archivtags in Essen. In: Archivar. Zeitschrift für Archivwesen. 13 (1960), Nr. 4, S. 419–436.
- Die gesellschaftlichen Auswirkungen des Gemeindewahlrechtes in den Gemeinden und Kreisen des Rheinlandes und Westfalens im 19. Jahrhundert. Westdt. Verl., Köln [u. a.] 1960.
- Städtewandlung und Städtebildung im Ruhrgebiet im 19. Jahrhundert. In: Aus Geschichte und Landeskunde. Forschungen und Darstellungen. Franz Steinbach zum 65. Geburtstage gewidmet von seinen Freunden und Schülern. Röhrscheid, Bonn 1960, S. 484–501.
- Arbeitslager und Arbeitsdienst. In: Elisabeth Korn u. a. (Hrsg.): Die Jugendbewegung. Welt und Wirkung. Zur 50. Wiederkehr des freideutschen Jugendtages auf dem Hohen Meissner. Diederichs, Köln/Düsseldorf 1963, S. 221–234.
- Zur Entwicklung der Städte im 19. und 20. Jahrhundert. In: Studium generale. Zeitschrift für interdisziplinäre Studien. 16 (1963), Nr. 9, S. 565–575.
- Bürgertum und Verwaltung in den Städten des Ruhrgebiets im 19. Jahrhundert. Bruckmann, München 1964.
- Die Versorgung der Grosstädte des Ruhrgebietes im 19. und 20. Jahrhundert. In: Jahrbücher für Nationalökonomie und Statistik. 179 (1966), Nr. 4, S. 356–368.
- Die wirtschaftlichen Führungsschichten im Rheinland und in Westfalen. 1790–1850. In: Herbert Helbig (Hrsg.): Führungskräfte der Wirtschaft in Mittelalter und Neuzeit. Büdinger Vorträge 1968–1969. Starke, Limburg 1973, S. 311–336.
- Die wirtschaftliche Führungsschicht des Ruhrgebietes. 1950–1914. In: Herbert Helbig (Hrsg.): Führungskräfte der Wirtschaft in Mittelalter und Neuzeit. Büdinger Vorträge 1969–1970. Starke, Limburg 1977, S. 201–234.
- Die Anfänge der Parlamentarisierung im Reich und die Auswirkungen auf Preußen. Böhlau, Köln [u. a.] 1984.
- Gemeindeordnungen in Südwestdeutschland. In: Helmut Naunin (Hrsg.): Städteordnungen des 19. Jahrhunderts. Beiträge zur Kommunalgeschichte Mittel- und Westeuropas. Böhlau, Köln/Wien 1984, S. 233–271.